# Jerca (Belca)
Jerca je gorski potok, ki izvira na južnih pobočjih gore Kepa (2139 m) v Karavankah, teče pod planino Belca in se izliva v potok Belca, ta pa se pri naselju Belca pri Mojstrani kot levi pritok izliva v Savo Dolinko. Jerci se kot izvorni krak pridruži še potok Sušica.